# 4192 Breysacher
4192 Breysacher је астероид са пречником од приближно 24,67 .
Афел астероида је на удаљености од 3,737 астрономских јединица (АЈ) од Сунца, а перихел на 2,681 АЈ.
Ексцентрицитет орбите износи 0,164, инклинација (нагиб) орбите у односу на раван еклиптике 0,532 степени, а орбитални период износи 2100,408 дана (5,750 година).
Апсолутна магнитуда астероида је 11,60 а геометријски албедо 0,066.
Астероид је откривен 28. фебруара 1981. године.